# John Rowland
John Rowland è un personaggio della serie televisiva Desperate Housewives, interpretato dall'attore Jesse Metcalfe.
Personaggio fisso nel cast della prima stagione, compare in alcuni episodi nelle stagioni successive.

## Il personaggio
Viene presentato come uno studente che nel tempo libero lavora come giardiniere dei Solis ed è diventato l'amante di Gabrielle, annoiata dalle lunghe assenze del marito per lavoro.
All'inizio della serie, la relazione tra John e Gabrielle va avanti da un anno.

## Ruolo all'interno della serie

### Prima stagione
La relazione tra John e Gabrielle incontra molteplici difficoltà: la principale è rappresentata da Juanita Solis, la suocera della donna. Juanita infatti scopre la relazione della nuora con il giardiniere, ma viene investita accidentalmente da Andrew Van de Kamp e, dopo essere finita in coma, muore cadendo dalle scale dell'ospedale, non riuscendo quindi a rivelare la scoperta a Carlos.
Inoltre, mentre John sta chiacchierando con il suo amico Justin, sua madre Helen li sente parlare della relazione che il ragazzo ha con una vicina sposata. Alcune strane circostanze la spingono a convincersi che la donna è Susan Mayer e così la picchia durante una sfilata di beneficenza organizzata da Gabrielle. Sentendosi in colpa verso l'amica, Gabrielle è costretta a confessare la verità ad Helen, che la prende molto male e le giura vendetta.
Successivamente Gabrielle scopre di essere incinta e il padre potrebbe essere John: il giovane è intenzionato a prendersi le sue responsabilità e a parlare con Carlos, ma Gabrielle si oppone, chiarendogli che qualunque sia la verità, Carlos sarà comunque il padre del bambino. John confessa la verità a Carlos nell'ultimo episodio, durante il suo processo: Carlos tenta di aggredire John, ma viene bloccato dalla sicurezza.

### Stagioni successive
Nella seconda stagione Gabrielle rompe definitivamente con John; il ragazzo inizia allora una relazione con Joan, un'altra donna facoltosa: scoperta questa nuova storia, Gabrielle licenzia il ragazzo.
In seguito Gabrielle perde il bambino dopo essere stata aggredita dal figlio ritardato di Betty Applewhite. In questo momento scopre di desiderare davvero un figlio e così lei e Carlos avviano le pratiche per l'adozione; durante questo percorso si imbattono però in Helen Rowland (impiegata all'ufficio adozioni), che può così attuare la sua vendetta, impedendo ai Solis di avere un bambino.
Nella terza stagione John incontra Gabrielle in un hotel dove la donna è andata in vacanza dopo la separazione da Carlos. John le racconta che è in procinto di sposarsi con Tammy Sinclair, la figlia del proprietario dell'hotel, ed è diventato albergatore nell'azienda del suocero.
Nella quarta stagione John ritrova Gabrielle in un hotel e le confessa di star divorziando da Tammy (dalla quale ha avuto un bambino) e di essere ancora innamorato di lei. Gabrielle, che nel frattempo è tornata con Carlos, gli dice di no. Carlos poi incontra John e decide di perdonarlo per la tresca avuta con sua moglie.
L'ultima apparizione di John è nella sesta stagione: diventato ristoratore, ha aperto un locale a Fairview, dove trova Gabrielle a pranzo con la sua famiglia. La donna si preoccupa quando John propone ad Ana (la nipote di Carlos che vive dai Solis) di lavorare nel suo ristorante perché ha paura che possa sedurla. In realtà John vuole arrivare a Gabrielle, che però gli dice una volta per tutte che non lascerà Carlos e la famiglia per mettersi con lui.